# Imid

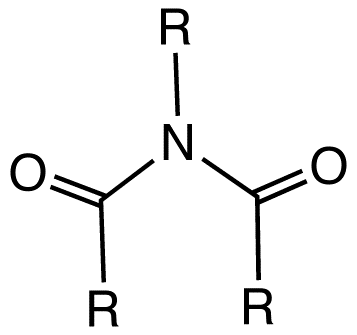
Egy általános, lineáris imid funkciós csoport

Az imid olyan szerves kémiai funkciós csoport, amelyben egy nitrogénatomhoz két karbonilcsoport kapcsolódik. Ezek a vegyületek szerkezetileg a savanhidridekhez hasonlítanak. Az észterek és amidok, valamint az imidek és anhidridek analóg vegyületek, bár az aminszármazékok kevésbé reaktívak. Kereskedelmi felhasználás szempontjából az imidek leginkább mint nagy szilárdságú polimerek komponensei ismertek.

## Nevezéktanuk
Az „imid” utalhat magának az imidnek (NH) a származékaira vagy annak szerves származékaira (RN). A szerves kémiában az imid funkciós csoport két, NH vagy NR csoporthoz kapcsolódó acilcsoportot tartalmaz.
Az imidek többsége dikarbonsavból vezethető le, és nevük a sav nevét tükrözi. Például a szukcinimid a borostyánkősav (sói a szukcinátok), a ftálimid a ftálsav származéka.
Az aminokból (vagy ammóniából) származtatható imidek esetén az N-szubsztituenst előtaggal jelöljük, például az N-etilszukcinimid borostyánkősav és etil-amin származéka.
A karbodiimidek általános képlete RN=C=NR, ezek nincsenek rokonságban az imidekkel.
A koordinációs kémiában az imid ligandum képlete NH. Az imidek a nitrogénfixálás közbenső termékei.

## Tulajdonságok
Mivel az imidek erősen polárisak, poláris közegben jól oldódnak. Az ammóniából levezethető imidek N−H centruma savas, és részt vehet hidrogénkötés kialakításában. A szerkezetileg rokon savanhidridekkel ellentétben a hidrolízissel szemben ellenállóak, egyes imideket még át is lehet kristályosítani forrásban levő vízből.

## Előfordulásuk és felhasználásuk
Számos nagy szilárdságú vagy elektromosan vezető polimer tartalmaz imid alegységeket, azaz poliimideket. Az egyik ilyen anyag a Kapton, melyben az ismétlődő egység két aromás tetrakarbonsavból származó imidcsoportot tartalmaz. Poliimidekre másik példa a poliglutárimid, melyet jellemzően poli(metil-metakrilát) (PMMA) és ammónia vagy primer amin ammonolízise, majd a PMMA magas nyomáson és hőmérsékleten, többnyire extruderben végzett gyűrűzárásával állítanak elő. Ezt az eljárást reaktív extrúziónak nevezik. A PMMA metil-amin származékából előállított egyik kereskedelmi poliglutárimid termék neve Kamax (TM), ezt a Rohm and Haas cég gyártja. Ezen anyagok szilárdsága tükrözi az imid funkciós csoport merevségét.
Az imidcsoportot tartalmazó vegyületek biológiai hatása iránt érdeklődés a cikloheximid erős biológiai hatásának felfedezésével kezdődött el, mivel ez a vegyület egyes szervezetekben gátolja a  fehérjék bioszintézisét. A thalidomid kifejlesztése ennek a kutatásnak egyik sajnálatos eredménye. Imid funkciót számos gombaölő és gyomirtó szer tartalmaz, ilyen például a rákkeltő hatása miatt forgalomból már kivont kaptán, továbbá a procimidon.

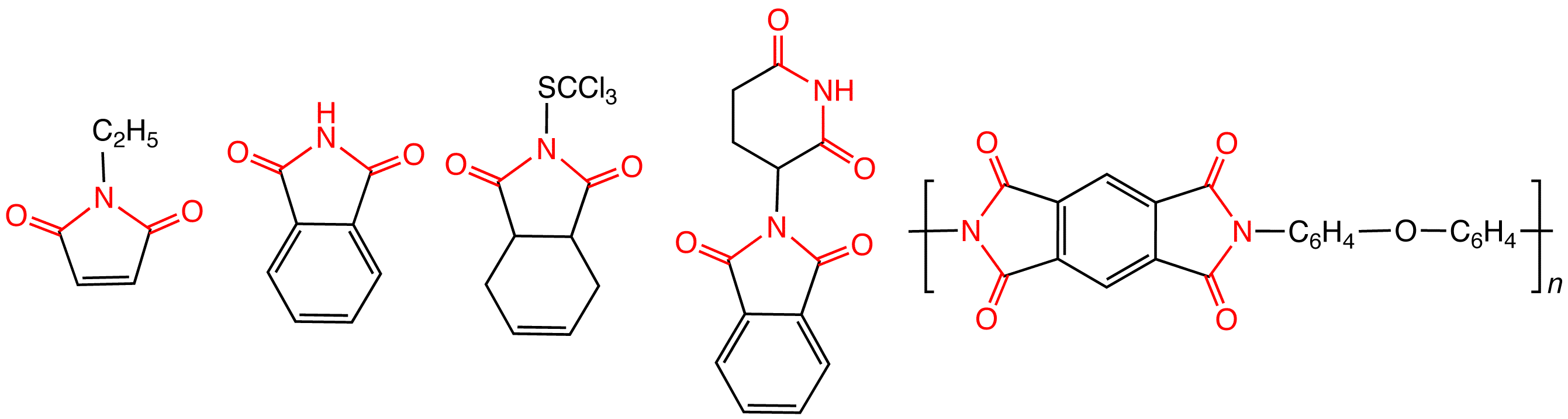
Imidek, balról jobbra haladva: a biokémiai reagensként alkalmazott N-etilmaleimid; a vegyipar fontos köztiterméke, a ftálimid; a vitatott gyomirtó, a kaptán; a korábban számos születési rendellenességet okozó gyógyszer, thalidomid; az „űrruhák” gyártásához felhasznált nagy erősségű polimer, a Kapton alegysége

## Előállításuk
A leggyakrabban használt imideket általában dikarbonsavak vagy anhidridjük és ammónia vagy primer amin hevítésével állítanak elő, ekkor kondenzációs reakció játszódik le:
(RCO)2O  +  R'NH2   →   (RCO)2NR'  + H2O
Ezek a reakciók amid köztiterméken át mennek végbe. A karbonsav és amid közötti intramolekuláris reakció sokkal gyorsabb, mint a jóval ritkábban bekövetkező intermolekuláris reakció.
Bizonyos imidek előállíthatók izoimidből a Mumm-átrendeződési reakcióval.

## Reakcióik
Az ammóniából levezethető imidek N–H centruma savas, így jól ismertek az imidek alkálifém sói, ilyen például a ftálimid-kálium. Ezek a sók N-alkilimidek keletkezése közben alkilezhetők, melyekből aztán lebontással felszabadítható a primer amin. Az amin felszabadításához erős nukleofileket, például kálium-hidroxidot vagy hidrazint használnak.
Az imidek nitrogénje kevéssé bázikus, így halogénekkel stabil vegyületeket képezhet. Az imideket halogénekkel és bázissal reagáltatva N-halogén származékok állíthatók elő. A szerves kémiai szintézisekben használt példák közé tartozik az N-klórszukcinimid és N-brómszukcinimid,  melyek a szintézisek során „Cl+” és „Br+” forrásként szolgálnak.

## Fordítás
Ez a szócikk részben vagy egészben az Imide című angol Wikipédia-szócikk ezen változatának fordításán alapul.  Az eredeti cikk szerkesztőit annak laptörténete sorolja fel. Ez a jelzés csupán a megfogalmazás eredetét és a szerzői jogokat jelzi, nem szolgál a cikkben szereplő információk forrásmegjelöléseként.

## Külső hivatkozások
- IUPAC: imides